# Феофилакт (архимандрит Данилова монастыря)
Феофилакт — архимандрит московского Данилова монастыря Русской православной церкви.

## Биография
О детстве и мирской жизни Феофилакта сведений практически не сохранилось; известно лишь, что происходил он из купеческого звания. 
В 1801 году он постригся в монашество с именем Феофилакта в Песношском монастыре и был рукоположен в иеродиакона, а через год 21 апреля — в иеромонаха. 
В 1806 году Феофилакт был определен строителем в Сретенский московский монастырь. На долю его выпало наблюдать за работами по возобновлению Ивановской колокольни и за постройкой в Вифанской духовной семинарии, пострадавшими от неприятельского нашествия французской армии под предводительством Наполеона. 

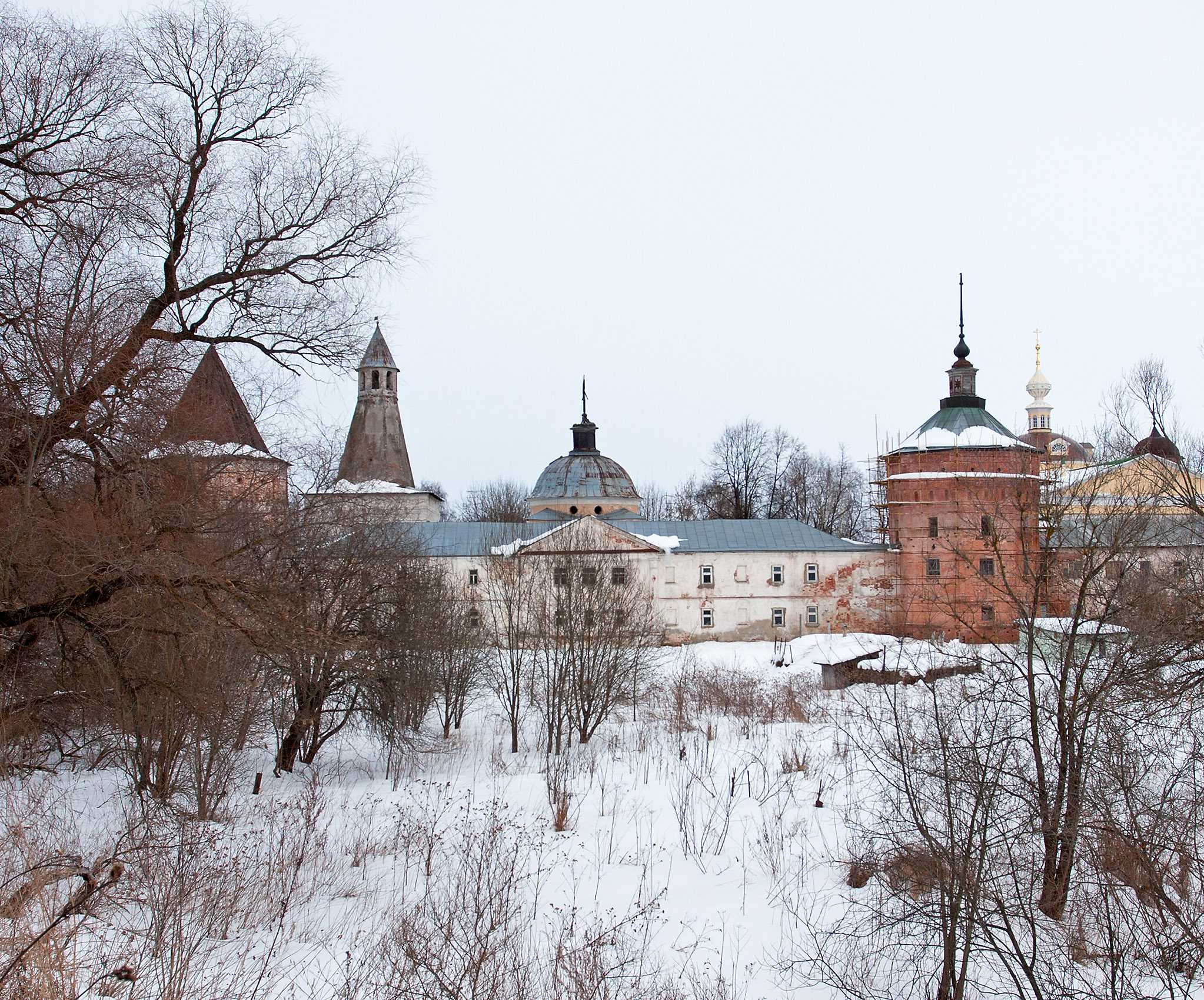
Николо-Пешношский монастырь
(последнее пристанище Феофилакта)

В 1815 году Феофилакт был определен наместником Чудова монастыря и 12 февраля посвящен в игумена Угрешского монастыря с оставлением наместничества в Чудовском. 
В следующие годы он состоял комиссионером при наружном возобновлении в 1817 году Покровского Василия Блаженного собора, при золочении главы и переливке колокола на Ивановской колокольне, при постройке в бывшем Крестовоздвиженском монастыре домов для соборян Успенского собора, при постройке в бывшем Георгиевском монастыре домов для соборян Благовещенского и Архангельского соборов и в бывшем Ивановском монастыре для помещения служителей Синодальной типографии, при постройках в 1819 году в Новоиерусалимском монастыре и в московской духовной консистории. 
В июне 1819 года Феофилакт был произведен в архимандрита Дмитровского Борисоглебского монастыря, 24 февраля 1822 года перемещён в Златоустов монастырь и 13 сентября того же года — в Данилов монастырь. 
С 1819 года он был казначеем, а с 1822 года и директором Московского библейского общества. В 1831 году отец Феофилакт был уволен на покой в Николо-Пешношский монастырь, где и скончался.